# 甲賀市開票不正事件
甲賀市開票不正事件（こうかしかいひょうふせいじけん）は、2017年10月22日に滋賀県の甲賀市役所において発生した不正選挙事件である。関係する一般職員5名が処分され、うち開票事務を指揮した元総務部長を含む3名に有罪判決が下った。

## 概要
事件当日は全国で第48回衆議院議員総選挙が執行されており、甲賀市開票所でも小選挙区（滋賀4区）の開票作業が行われていた。午前0時半ごろ、現場を統括する市幹部が集計済みの投票総数と未使用の投票用紙（いわゆる白票）の差し引きとが合致しないことに気づき、一部の投票箱の所在が分からなくなっていることが発覚した。
その際、一旦開票事務を中断して開票所内を捜索したものの投票箱の発見に至らなかったことから、総務部長と総務部次長が不足分を未使用の白票を混入させて補うことを決め、未明になってそのまま開票結果を確定させた。
ところが翌朝になって行方知れずとなっていた投票箱が、開票済み投票箱を保管していた部屋の一角から発見され、箱内に残っていた未集計の投票用紙は総務課長が自宅で焼却処分した。
その後、投開票が行われて3か月が経過した2018年2月に内部通報によって事件の存在が発覚し、滋賀県警によって、関係した総務部長、総務部次長、総務課長の3人が公職選挙法違反の容疑で逮捕された。

## 裁判
不足分の埋め合わせのために白票の混入を指示した総務部長と総務部次長は大津地裁で公職選挙法違反（投票増減）として執行猶予付きの有罪判決が下った。また、部長らの指示で未集計の投票用紙を自宅で焼却処分した総務課長は罰金刑が確定している。

## 背景
投開票当日は全国で執行された衆院選の他に同市では市議選も実施されており、ダブル選挙となっていた。また、同市の面積が広大で市内に100の投票所（5つの期日前投票所を含む）を抱えており、突然の解散総選挙で小選挙区、比例代表区、最高裁国民審査、市議選を合わせて合計400もの大量の投票箱を扱う状況になったことが開票現場の負担を増大させていた。
紛失した投票箱は第77投票所（信楽町神山地域）の衆議院小選挙区のものだったが、小選挙区の開票の後に他の3つの開票作業が控えており、県選管への結果報告が遅れれば選挙結果の確定に影響することが幹部らに心理的に焦りを生じさせた。
また、当日は近畿地方に台風21号が上陸しており、当初開票作業に従事するはずだった職員の一部が災害対応により交代したこと、災害対応自体が総務部長の所掌の一つであり、幹部らは二足のわらじを強いられる形となっていたことも影響したと指摘されている。

## 処分
白票の混入を判断した元総務部長、元総務部次長と後日発見された未集計の投票用紙の処分を行った元総務課長は事件の発覚と同時に自宅待機命令が下され、起訴後の2019年4月23日に懲戒免職された。また、未集計の投票箱の紛失に関わるなどした他の職員2名についても減給処分となった。
一方、公判で有罪となった総務部長の直接の上司に当たる岩永裕貴市長と正木仙次郎副市長はそれぞれ10％、5％の減給3か月の処分に留められた。

## 評価・影響
事件発覚後、甲賀市役所ではわずか10日間で77件の苦情電話が寄せられ、2つの市民団体から全容解明を求める意見書が提出された。
元滋賀県知事で、同日の衆院選に滋賀1区から立候補していた嘉田由紀子は自身のFacebookで、急遽行われた同日選による現場の負担へ理解を示しながらも「私が滋賀県甲賀市長や副市長だったら、今回の選挙事務不正の責任をとってただちに「辞任」を申し出ます」と批判し、「こんな本質的な問題が、岩永市長や正木副市長の耳に入っていない、ということ事態が、市長、副市長としてのガバナンスを疑います」と市長、副市長のガバナンス欠如を指摘している。
2019年6月の甲賀市議会では事件について一般質問を行っていた鵜飼勲市議が質疑の中で副市長の事件に対する認識を執拗に追及したなどとして、市長与党の会派の市議らからの提起によって同市議会では初めて設置された政治倫理審査会で審査される事態となった。

## 給与未払訴訟
市は自宅待機とした職員の給与支払いを停止していたが、事件の発覚と自宅待機命令から処分まで1年以上の時間を要した。これに対し、職員の1人が自宅待機期間中の給与の支払いを求めて訴訟を提起し、基本給や期末手当などの支給停止は法令上根拠の無い処分であったとして市が敗訴している。